# Lim Eun-kyung
Lim Eun-kyung (임은경) nascida em 7 de julho de 1983 é uma atriz e modelo sul-coreana. Lim ascendeu à fama como a "TTL Girl" em uma série de propagandas da SK Telecom, então prosseguiu para carreira profissional na atuação. Ela estrelou os filmes Resurrection of the Little Match Girl, Conduct Zero, Doll Master e Marrying High School Girl.

## Filmografia
- Untouchable Lawmen (2015)
- Marrying High School Girl (2004)
- Spooky Village (2004)
- Doll Master (2003)
- Conduct Zero (2002)
- Resurrection of the Little Match Girl (2002)

## Televisão
- Bodyguard (KBS, 2003)
- Rainbow Romance (MBC, 2004)